# Mesotrion
Mesotrion ist ein Wirkstoff zum Pflanzenschutz und eine chemische Verbindung aus der Gruppe der Cyclohexanderivate.

## Geschichte
Mesotrion ist eine Herbizid-Wirkstoff aus der Klasse der Triketone, welche auf Leptospermon aus Callistemon citrinus zurückgehen. Dessen herbizide Wirkung wurde 1977 von einem Forscher am Western Research Center der Stauffer Chemical gefunden.

## Gewinnung und Darstellung
Mesotrion kann durch Reaktion von 1,3-Cyclohexandion mit 2-Nitro-4-methylsulfonylbenzoylchlorid gewonnen werden.

## Eigenschaften
Mesotrion ist ein gelblicher Feststoff.

## Verwendung
Mesotrion wirkt durch die Hemmung von 4-Hydroxyphenylpyruvat-Dioxygenase (HPPD), einem wichtigen Enzym bei der Biosynthese der Carotinoide. Auf den Markt gebracht wurde es 2001. Ein Derivat von Mesotrion ist Nitisinon, strukturell ähnlich ist auch Sulcotrion.

## Zulassung
Der Wirkstoff Mesotrion wurde 2003 in der Europäischen Union für Anwendungen als Herbizid zugelassen.
In Deutschland, Österreich und der Schweiz sind Pflanzenschutzmittel mit diesem Wirkstoff zugelassen. Das bedeutendste Einsatzgebiet ist der Maisanbau.